# Eupatorium omeiense
Eupatorium omeiense là một loài thực vật có hoa trong họ Cúc. Loài này được Y.Ling & C.Shih mô tả khoa học đầu tiên năm 1985.